# Cybathlon

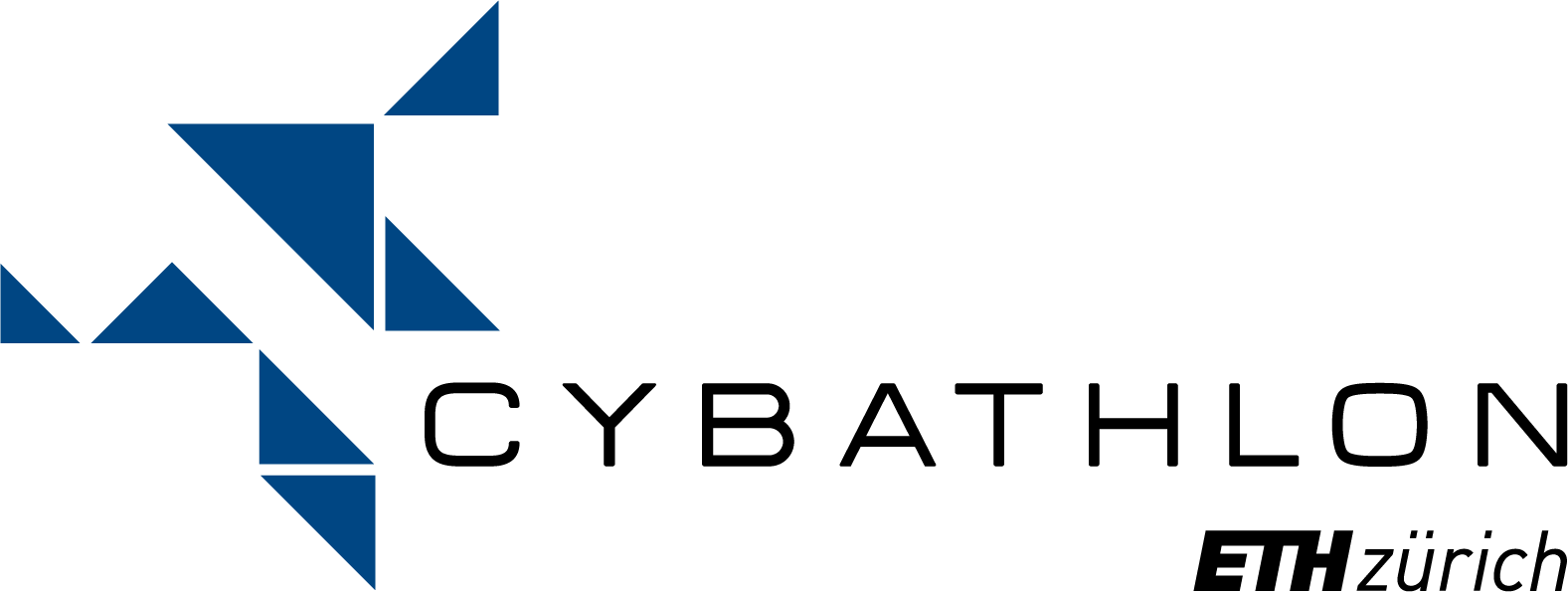
Logo Cybathlon

Le Cybathlon est un ensemble de compétitions internationales organisées par l'ETH Zurich pour les concurrents handicapés autorisés à utiliser des technologies d'assistance bionique, telles que prothèses robotiques, interfaces cerveau-ordinateur et exosquelette motorisé. La première édition s'est déroulée à Kloten, en Suisse, le 8 octobre 2016,,. Les éditions suivantes se dérouleront en 2020 et 2024.

## Contexte
Le Cybathlon est le fruit d'une collaboration entre le Centre national de compétence et de recherche en robotique de Suisse et l'ETH Zurich. À la différence des Jeux paralympiques, le Cybathlon permet, voire encourage, l'utilisation de la technologie d'amélioration des performances telles que l'exosquelette motorisé. Un événement préparatoire a eu lieu à Zurich en juillet 2015, permettant aux équipes participantes de tester et d'évaluer leurs technologies d'assistance robotique. 

## Épreuves 2016
Six épreuves  furent au programme pour cette première édition dont une course à l'aide d'exosquelette motorisé, une course virtuelle d'avatars pour les concurrents atteints de paralysie au moyen d'une interface cérébrale de même qu'une épreuve de dextérité pour prothèse de main. Des médailles sont remises aux athlètes de même qu'aux entreprises ou institutions ayant créé les appareils utilisés par les participants. 